# Чернышков, Виктор Михайлович
Виктор Михайлович Чернышков (род. 24 января 1939, Саратов) — советский футболист, защитник. Мастер спорта СССР (1963).

## Биография
Воспитанник команды Сталинского района Саратова.
Всю карьеру провёл за саратовский клуб «Локомотив»/«Труд»/«Сокол» в 1958—1971 годах. Участник полуфинального матча Кубка СССР 1966/67 против московского «Динамо» (0:4).
Играл за сборную РСФСР.
В 1994 — начальник команды «Сокол», тренер в дубле в третьей лиге. В 1995—1996 — начальник команды «Заводчанин».

## Звания, награды
- Мастер спорта СССР.
- Заслуженный работник физической культуры Российской Федерации.
- Знак «Отличник физической культуры и спорта»
- Дипломы и почётные грамоты Комитета по физической культуре и спорту СССР и РСФСР: Российского футбольного союза, Губернатора Саратовской области, Министерства по делам молодежи, спорту и туризму Саратовской области, благодарственными письмами Саратовской областной Думы, комитета по физической культуре и спорту города Саратова.
- «Почетный гражданин города Саратова» (2012).
- Почётный знак Олимпийского комитета России «За заслуги в развитии олимпийского движения в России»[3].